# Secteur pavé de Viesly à Quiévy
Le secteur pavé de Viesly à Quiévy est un secteur pavé emprunté le plus souvent lors des courses cyclistes par Paris-Roubaix. Il est situé sur les communes de Viesly et de Quiévy avec une distance approximative de 1 800 m.

## Paris-Roubaix
Il est actuellement le deuxième secteur pavé emprunté lors de Paris-Roubaix.
Lors de son dernier passage en 2025, il avait les caractéristiques suivantes :
- Longueur : 1 800 m[1]
- Difficulté : 3 étoiles
- Secteur n°29 (avant l'arrivée)

## Galerie photos
|  |  |